# Союз ТМ-8
Союз ТМ-8 — пилотируемый космический аппарат из серии «Союз ТМ».

## Экипаж
- Александр Викторенко (2-й полёт) — командир
- Александр Серебров (3-й полёт) — бортинженер

## Дублирующий экипаж
- Анатолий Соловьёв — командир
- Александр Баландин — бортинженер

## Резервный экипаж
- Геннадий Манаков − командир
- Геннадий Стрекалов − бортинженер

## Параметры полёта
- Масса аппарата: 7150 кг
- Перигей: 390 км
- Апогей: 392 км
- Наклонение: 51,6°
- Период обращения: 92,4 мин

## Описание полёта
После ручной стыковки к станции «Мир» экипаж провёл расконсервацию станции. За время полёта пятой экспедиции, помимо научных экспериментов, были проведены также профилактические работы и обновлены некоторые технические системы. Исследовательская программа предусматривала работу в областях исследования Земли, астрономии, космической техники, материаловедения, биологии и медицины, экологии и физики атмосферы.
Во время работы пятой основной экспедиции станция была расширена ещё одним модулем. «Квант-2» был запущен 26 ноября и пристыковался спустя 10 дней к станции «Мир». Одним из важных пунктов программы была работа в открытом космосе с общей продолжительностью 17 часов 36 минут с целью расширения станции и опробования автономных устройств маневрирования системы контроля над полетом (СКП) (ИКАР). Данные устройства были оснащены 32 соплами и имели запас 7 кг азота в качестве топлива и представляли собой летательный аппарат, позволяющий перемещаться относительно станции со скоростью до 20 км/ч. В будущем подобные устройства должны были обеспечить доступ космонавтов к свободно парящим исследовательским платформам без использования космических кораблей.
Данные работы в открытом космосе:
8 января: 2 ч 56 мин — монтаж двух датчиков звёзд для целей навигации.
11 января: 2 ч 56 мин — монтаж приборов и тестовых материалов.
26 января: 3 ч 02 мин — монтаж приборов и платформы для применения СКП.
1 февраля: 4 ч 59 мин — первый пробный полёт СКП, выход через новый люк в модуле «Квант-2».
5 февраля: 3 ч 45 мин — второй пробный полёт СКП для инспекции внешней оболочки станции. Максимальное удаление от «Мира» — 40 метров.
30 сентября 1989 года произошла мощная вспышка на Солнце, и первоначальные оценки показали, что космонавты могут получить дозу облучения, многократно превышающую допустимый уровень. Однако в действительности космонавты из-за вспышки получили дозу, соответствующую нормальному двухнедельному полёту.